# Mayetia domestica
Mayetia domestica är en skalbaggsart som beskrevs av Schuster, Marsh och Park 1959. Mayetia domestica ingår i släktet Mayetia och familjen kortvingar. Inga underarter finns listade i Catalogue of Life.